# Ołużna
Ołużna [ɔˈwuʐna] (tiếng Đức: Seefeld)  là một ngôi làng thuộc khu hành chính của Gmina Gościno, thuộc hạt Kołobrzeg, West Pomeranian Voivodeship, ở phía tây bắc Ba Lan. Nó nằm khoảng 12 kilômét (7 mi) về phía nam của Kołobrzeg và 99 km (62 mi) về phía đông bắc của thủ đô khu vực Szczecin.